# Bouddhisme en Indonésie
Sous le régime de Soeharto, le bouddhisme faisait partie des cinq religions officiellement reconnues parmi lesquelles les Indonésiens devaient choisir pour remplir l'obligation de faire mentionner leur religion sur leur carte d'identité.
Les chiffres officiels de 1998 indiquent que 88 % des Indonésiens sont musulmans, 5 % protestants, 3 % catholiques, 2 % hindous, 1 % bouddhiste, et 1 % d'"autres" religions. 
L'Indonésie maintient son passé hindou-bouddhique. Une illustration en sont les armoiries de la république, Garuda, l'oiseau de la mythologie hindoue qui sert de vahana (véhicule) à Vishnou pour descendre sur terre, et le nom de la compagnie aérienne nationale, Garuda Indonesia.

## Histoire
La présence du bouddhisme est ancienne en Indonésie, comme en témoigne l'existence de monuments religieux bouddhiques, dont le plus célèbre est le temple de Borobudur. Au VIIe siècle, en route pour l'Inde, le moine bouddhiste chinois Yi Jing (I-tsing) s'arrête à Sriwijaya (aujourd'hui Palembang) dans le sud de Sumatra.
En 1934, Narada Thera, un missionnaire de Ceylan (aujourd'hui le Sri Lanka), se rend dans ce qui était alors les Indes néerlandaises dans le cadre d'un voyage pour diffuser le dharma (enseignement) bouddhique en Asie du Sud-Est. C'est l'occasion pour les bouddhistes locaux de faire revivre leur religion. Une cérémonie d'implantation d'un arbre bodhi a lieu à Borobudur en 1934 sous la bénédiction de Narada Thera, et des upasakas sont ordonnés moines.
En 1955, un moine du nom d'Ashin Jinarakkhita entreprend un tour de l'Indonésie pour diffuser le dharma. Depuis, il y a une renaissance du bouddhisme theravāda en Indonésie sous la direction de moines formés en Thaïlande, aux côtés du bouddhisme mahāyāna.
Il y a de nos jours entre 2 et 3 millions de bouddhistes en Indonésie, répartis sur tout l'archipel. Des liens existent avec les Bouddhistes du Japon, du Cambodge, et du Sri Lanka. Le Japon intervient régulièrement financièrement, pour apporter des aides au patrimoine Bouddhique Indonésien, ou pour aider les Bouddhistes d'Indonésie. De nos jours, une grande partie des Bouddhistes en Indonésie sont d'origine Chinoise, mais plus de 50 % des pratiquants auraient des origines locales. Autour du temple Bouddhiste de Borobudur, environ 3 000 fidèles Bouddhistes sont présents, et se rendent régulièrement en ce temple pour prier.      